# Copa Davis Juvenil 2017
La Copa Davis Juvenil de 2017 es la 33.ª edición del torneo de tenis junior masculino. Participan dieciséis equipos, agrupados en cuatro grupos de cuatro países.

## Participan
| - Argentina - Australia - Bélgica - Brasil | - Canadá - China - China Taipéi - Croacia | - Estados Unidos - Hungría - Italia - Japón | - Marruecos - Perú - República Checa - Rusia |

## Eliminatoria

### Grupo A
| País            | Jugados | Ganados | Perdidos | Puntos | Partidos (G-P) | Sets (G-P) | Juegos (G-P) |
| --------------- | ------- | ------- | -------- | ------ | -------------- | ---------- | ------------ |
| República Checa | 3       | 3       | 0        | 3      | 8-0            | 16-2       | 99-57        |
| Japón           | 3       | 2       | 1        | 2      | 5-3            | 11-7       | 83-67        |
| Perú            | 3       | 1       | 2        | 1      | 3-5            | 7-12       | 76-96        |
| Canadá          | 3       | 0       | 3        | 0      | 0-8            | 3-16       | 70-108       |

### Grupo B
| País         | Jugados | Ganados | Perdidos | Puntos | Partidos (G-P) | Sets (G-P) | Juegos (G-P) |
| ------------ | ------- | ------- | -------- | ------ | -------------- | ---------- | ------------ |
| Croacia      | 3       | 2       | 1        | 2      | 7-2            | 16-7       | 113-74       |
| China Taipéi | 3       | 2       | 1        | 2      | 6-3            | 13-8       | 95-81        |
| Brasil       | 3       | 2       | 1        | 2      | 5-4            | 12-10      | 96-83        |
| Bélgica      | 3       | 0       | 3        | 0      | 0-9            | 2-18       | 51-117       |

### Grupo C
| País           | Jugados | Ganados | Perdidos | Puntos | Partidos (G-P) | Sets (G-P) | Juegos (G-P) |
| -------------- | ------- | ------- | -------- | ------ | -------------- | ---------- | ------------ |
| Estados Unidos | 3       | 2       | 1        | 2      | 7-2            | 14-8       | 111-91       |
| Hungría        | 3       | 2       | 1        | 2      | 6-3            | 15-7       | 107-90       |
| Australia      | 3       | 2       | 1        | 2      | 5-4            | 13-11      | 112-96       |
| Marruecos      | 3       | 0       | 3        | 0      | 0-9            | 2-18       | 65-118       |

### Grupo D
| País      | Jugados | Ganados | Perdidos | Puntos | Partidos (G-P) | Sets (G-P) | Juegos (G-P) |
| --------- | ------- | ------- | -------- | ------ | -------------- | ---------- | ------------ |
| Argentina | 3       | 3       | 0        | 3      | 6-1            | 12-4       | 84-60        |
| Italia    | 3       | 2       | 1        | 2      | 5-3            | 11-8       | 90-78        |
| China     | 3       | 1       | 2        | 1      | 2-6            | 5-13       | 55-87        |
| Rusia     | 3       | 0       | 3        | 0      | 3-6            | 9-12       | 84-88        |

## Play-Off
|  | Semifinales     | Semifinales    |   |         | Final           | Final |  |
|  |                 |                |   |         |                 |       |  |
|  |                 |                |   |         |                 |       |  |
|  | República Checa | 2              |   |         |                 |       |  |
|  | Croacia         | 0              |   |         |                 |       |  |
|  |                 |                |   |         |                 |       |  |
|  |                 |                |   |         |                 |       |  |
|  |                 |                |   |         | República Checa | 2     |  |
|  |                 | Estados Unidos | 0 |         |                 |       |  |
|  |                 |                |   |         |                 |       |  |
|  |                 |                |   |         |                 |       |  |
|  |                 |                |   |         | Tercer lugar    |       |  |
|  |                 |                |   |         |                 |       |  |
|  | Estados Unidos  | 2              |   | Croacia | 0               |       |  |
|  | Argentina       | 1              |   |         | Argentina       | 2     |  |

## Puestos del 5 al 8
|  | 5° al 8°     | 5° al 8° |   |              | 5 y 6°  | 5 y 6° |  |
|  |              |          |   |              |         |        |  |
|  |              |          |   |              |         |        |  |
|  | Japón        | 2        |   |              |         |        |  |
|  | China Taipéi | 1        |   |              |         |        |  |
|  |              |          |   |              |         |        |  |
|  |              |          |   |              |         |        |  |
|  |              |          |   |              | Japón   | 1      |  |
|  |              | Italia   | 2 |              |         |        |  |
|  |              |          |   |              |         |        |  |
|  |              |          |   |              |         |        |  |
|  |              |          |   |              | 7 y 8°  |        |  |
|  |              |          |   |              |         |        |  |
|  | Hungría      | 0        |   | China Taipéi | 0       |        |  |
|  | Italia       | 2        |   |              | Hungría | 2      |  |

## Puestos del 9 al 12
|  | 9° al 12° | 9° al 12° |   |        | 9 y 10°  | 9 y 10° |  |
|  |           |           |   |        |          |         |  |
|  |           |           |   |        |          |         |  |
|  | Perú      | 2         |   |        |          |         |  |
|  | Brasil    | 1         |   |        |          |         |  |
|  |           |           |   |        |          |         |  |
|  |           |           |   |        |          |         |  |
|  |           |           |   |        | Perú     | 1       |  |
|  |           | Australia | 2 |        |          |         |  |
|  |           |           |   |        |          |         |  |
|  |           |           |   |        |          |         |  |
|  |           |           |   |        | 11 y 12° |         |  |
|  |           |           |   |        |          |         |  |
|  | Australia | 2         |   | Brasil | 2        |         |  |
|  | China     | 0         |   |        | China    | 1       |  |

## Puestos del 13 al 16
|  | 13° al 16° | 13° al 16° |   |        | 13 y 14°  | 13 y 14° |  |
|  |            |            |   |        |           |          |  |
|  |            |            |   |        |           |          |  |
|  | Canadá     | 1          |   |        |           |          |  |
|  | Bélgica    | 2          |   |        |           |          |  |
|  |            |            |   |        |           |          |  |
|  |            |            |   |        |           |          |  |
|  |            |            |   |        | Bélgica   | 0        |  |
|  |            | Rusia      | 2 |        |           |          |  |
|  |            |            |   |        |           |          |  |
|  |            |            |   |        |           |          |  |
|  |            |            |   |        | 15 y 16°  |          |  |
|  |            |            |   |        |           |          |  |
|  | Marruecos  | 1          |   | Canadá | 3         |          |  |
|  | Rusia      | 2          |   |        | Marruecos | 0        |  |

## Resultado final
| #                 | País            |
| ----------------- | --------------- |
| Medalla de oro    | República Checa |
| Medalla de plata  | Estados Unidos  |
| Medalla de bronce | Argentina       |
| 4                 | Croacia         |
| 5                 | Italia          |
| 6                 | Japón           |
| 7                 | Hungría         |
| 8                 | China Taipéi    |
| 9                 | Australia       |
| 10                | Perú            |
| 11                | Brasil          |
| 12                | China           |
| 13                | Rusia           |
| 14                | Bélgica         |
| 15                | Canadá          |
| 16                | Marruecos       |